# Кадазанович, Василий Аркадьевич
Василий Аркадьевич Кадазанович (29 февраля 1896, Устилуг — 9 марта 1969, Рига) — генерал-майор ВС СССР, генерал бригады Народного Войска Польского.

## Биография
В Русской императорской армии с 1915 года, окончил Киевскую военную школу в 1916 году со званием корнета, командир взвода. В конце июля 1918 года перешёл на службу в Красную Армию, где командовал взводом. Начальник штаба 103-й, 104-й и 105-й стрелковых бригад с 1920 года, участник сражений против войск адмирала А. В. Колчака.
С июля 1922 года — начальник штаба 36-й стрелковой дивизии. В 1926—1927 годах прошёл переобучение на инженерном факультете Военно-воздушной академии имени Н. Е. Жуковского (г. Ленинград) и был направлен в авиацию. Начальник штаба 3-й авиационной эскадрильи в Киеве. С января 1931 года в запасе, работал преподавателем.
На фронте Великой Отечественной войны с 22 июня 1941 года, участник сражений на Юго-Западном фронте. Начальник оперативного штаба 6-й воздушной армии. Полковник ВС СССР (4 февраля 1944). В ноябре 1944 года направлен в Войско Польское, занял должность заместителя начальника штаба Командования ВВС Польши. Участник сражений под Варшавой и в Померании. 27 марта 1945 года контужен и отправлен в больницу. С 1947 года исполняющий обязанности, с 1949 года — начальник штаба ВВС Польши. 11 мая 1949 года произведён в генерал-майоры ВС СССР, 16 мая — в генералы бригады Войска Польского. Участник организации военного образования в Польской Народной Республике по образцу советского военного образования. В октябре 1957 года вернулся в СССР.

## Награды

### СССР
- Орден Ленина[5]
- Орден Красного Знамени (трижды, в том числе в 1922 году приказом РВСР № 247)[6][5]
- Орден Красной Звезды (дважды)[5]
- Орден Отечественной войны I степени[5]

### Польша
- Орден «Знамя Труда» I степени[5] (1955)
- Орден «Знамя Труда» II степени[5] (1951)
- Командорский крест ордена Возрождения Польши[5] (1954)
- Офицерский крест ордена Возрождения Польши[5] (1945)
- Орден «Крест Грюнвальда» III степени[5] (1 октября 1946)[7]
- Золотой Крест Заслуги[5] (1946 и 1957)
- Медаль «За Варшаву. 1939—1945»[5]
- Медаль «За Одру, Нису и Балтику»[5]
- Медаль Победы и Свободы[5]
- Серебряная «Вооружённые силы на службе Родине»[5]